# Эль-Амаки
Эль-Амаки (араб. العماقي‎) — деревня на юго-западе Йемена, на территории мухафазы Таиз.

## Географическое положение
Деревня находится в северной части мухафазы, в горной местности Йеменского хребта, на высоте 1455 метров над уровнем моря.
Эль-Амаки расположен на расстоянии приблизительно 14 километров к северо-северо-востоку (NNE) от Таиза, административного центра мухафазы и на расстоянии 173 километров к юго-юго-западу (SSW) от Саны, столицы страны.

## Население
По данным переписи 2004 года численность населения Эль-Амаки составляла 3509 человек.

## Транспорт
К востоку от деревни проходит автомагистраль, соединяющая города Аден и Таиз. Ближайший аэропорт — Международный аэропорт Таиза.